# صداهای جهانی
صداهای جهانی یا گلوبال ویس (به انگلیسی: Global Voices) یک جامعه بین‌المللی متشکل از نویسندگان، وبلاگ‌نویسان و فعالان دیجیتالی است که هدف آن ترجمه و گزارش مطالبی است که در رسانه‌های شهروندی در سراسر جهان گفته می‌شود. صداهای جهانی یک پروژه غیرانتفاعی است که از یک نشست بین‌المللی وبلاگ‌نویسان که در دسامبر ۲۰۰۴ در مرکز اینترنت و جامعه برکمن در مدرسه حقوق هاروارد برگزار شد شکل گرفت. این سازمان توسط ایتان زاکرمن و ربکا مک‌کینون تاسیس شد. در سال ۲۰۰۸، به یک سازمان غیرانتفاعی مستقل تبدیل گشت که در آمستردام، هلند ثبت گردید.

## اهداف
زمانی که صداهای جهانی شکل گرفت، اهداف آن عبارت بود از: نخست، فعال کردن و توانمندسازی یک اجتماع از «وبلاگ‌نویسان پل» کسانی که  «می تواند پلی بین دو زبان یا دو فرهنگ ایجاد کند». دوم توسعه ابزارها و منابع برای کارآمد کردن دستیابی به هدف نخست.
صداهای جهانی تیمی از ویراستاران منطقه‌ای دارد که گفتگوها را با تمرکز ویژه بر صداهای غیرغربی و کمتر دیده شده از بلاگستان‌های مختلف جمع‌آوری و انتخاب می‌کنند. مشارکت‌کنندگان در صداهای جهانی داوطلبانه فعالیت می‌کنند.

## افراد شاخص
- امید معماریان
- آرزو گیبولایوا

## پیوندهای بیرونی
تارنمای رسمی